# Selecció de futbol d'Irlanda (unificada)
La Selecció de futbol d'Irlanda (unificada) fou l'equip representatiu d'Irlanda en les competicions oficials.
La seva organització estava a càrrec de l'Irish Football Association, actual òrgan de govern de la selecció d'Irlanda del Nord.

## Història

Irlanda

La selecció de futbob d'Irlanda és la quarta selecció més antiga creada al món. Durant els anys de la seva existència disputà bàsicament el Campionat Britànic de futbol, que guanyà el 1914 i el 1903, aquest darrer compartit.
Estava a càrrec de l'Irish Football Association, però a partir dels anys 20, amb la partició d'Irlanda es creà una nova associació per la República d'Irlanda, mentre que La IFA quedà restringida a Irlanda del Nord. Això no obstant, la IFA continuà seleccionant jugadors de tota Irlanda fins al 1950, i no adoptà el nom d'Irlanda del Nord fins al 1954.

## Palmarès
- Campionat Britànic de futbol
  - Campió: 1914
  - Campió títol compartit: 1903
  - Finalista: 1904, 1926, 1928, 1938, 1947

## Participacions en la Copa del Món
- 1930 - No participà
- 1934 - No participà
- 1938 - No participà
- 1950 - No es classificà

## Estadístiques
- Primer partit

| Irlanda (unificada) | 0–13 | Anglaterra |
| ------------------- | ---- | ---------- |
|                     |      |            |

 Belfast, (Irlanda del Nord)        
- Major victòria

| Irlanda (unificada) | 7–0 | Gal·les |
| ------------------- | --- | ------- |
|                     |     |         |

 Belfast, (Irlanda del Nord)        
- Major derrota

| Irlanda (unificada) | 0–13 | Anglaterra |
| ------------------- | ---- | ---------- |
|                     |      |            |

 Belfast, (Irlanda del Nord)        

## Colors
Des dels seus inicis Irlanda jugà amb diversos colors, entre ells el verd, el blanc, i el blau. El primer color fou el blau reial amb pantalons blancs.
El 1931 la samarreta canvià i s'adoptà el color verd. El motiu que es donà fou per no coincidir amb el color blau que també lluïa Escòcia.

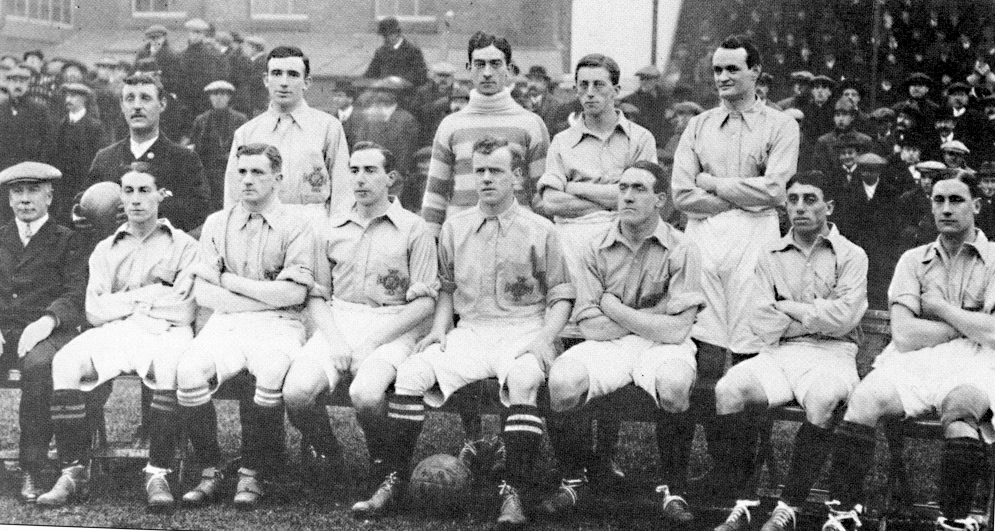
Irlanda el 1914